# Philotheca myoporoides
Philotheca myoporoides är en vinruteväxtart. Philotheca myoporoides ingår i släktet Philotheca och familjen vinruteväxter.

## Underarter
Arten delas in i följande underarter:
- P. m. acuta
- P. m. brevipedunculata
- P. m. euroensis
- P. m. leichhardtii
- P. m. myoporoides
- P. m. petraea